# Sara Mornell
Sara Mornell (* vor 1995) ist eine Schauspielerin.

## Leben
Mornell studierte Schauspielkunst an der Carnegie Mellon University. Bekannt ist sie für ihre wiederkehrenden Fernsehrollen Carole Tobey in Für alle Fälle Amy (2000–2001) und Anita in Becker (2000–2001). Sie hatte mehrere Gastauftritte in anderen Fernsehserien, wie etwa in Party of Five (1995), Star Trek: Deep Space Nine (1995), Palm Beach-Duo (1996), JAG – Im Auftrag der Ehre (1995/1998), Emergency Room – Die Notaufnahme (1999), Without a Trace – Spurlos verschwunden (2004), Lie to Me (2010), CSI: NY (2012) und Bones – Die Knochenjägerin (2013).
Filme, in denen sie spielte, sind unter anderem Plan B (1997), Kilroy (1999), Python – Lautlos kommt der Tod (2000), Zeit zu leben (2012) und Starting from Scratch (2013).

## Filmografie (Auswahl)

### Fernsehserien
- 1995: Party of Five (zwei Folgen)
- 1995: Star Trek: Deep Space Nine (eine Folge)
- 1996: Palm Beach-Duo (Silk Stalkings, eine Folge)
- 1995/1998: JAG – Im Auftrag der Ehre (JAG, zwei Folgen)
- 1997: New Orleans – Das Gesetz des Südens (Orleans, eine Folge)
- 1998: Pensacola – Flügel aus Stahl (Pensacola: Wings of Gold, eine Folge)
- 1999: Emergency Room – Die Notaufnahme (ER, eine Folge)
- 2000: Dharma & Greg (eine Folge)
- 2000: Battery Park (eine Folge)
- 2000–2001: Für alle Fälle Amy (15 Folgen)
- 2000–2001: Becker (vier Folgen)
- 2002: Six Feet Under – Gestorben wird immer (Six Feet Under, eine Folge)
- 2004: Without a Trace – Spurlos verschwunden (Without a Trace, eine Folge)
- 2004: The D.A. (eine Folge)
- 2004: Come to Papa (eine Folge)
- 2010: Lie to Me (eine Folge)
- 2010: Detroit 1-8-7 (eine Folge)
- 2011: Prime Suspect (eine Folge)
- 2012: CSI: NY (eine Folge)
- 2013: Bones – Die Knochenjägerin (Bones, eine Folge)

### Filme
- 1997: Plan B
- 1999: Kilroy (Fernsehfilm)
- 2000: Python – Lautlos kommt der Tod (Python, Fernsehfilm)
- 2012: Zeit zu leben (People Like Us)
- 2012: Paranormal Activity 4
- 2013: Starting from Scratch